# Orleans County (Vermont)
Orleans County ist ein County im Bundesstaat Vermont der Vereinigten Staaten. Der Sitz der Countyverwaltung (County Seat) befindet sich in Newport. Das U.S. Census Bureau hat bei der Volkszählung 2020 eine Einwohnerzahl von 27.393 ermittelt.

## Geographie
Das County grenzt im Norden an Kanada und hat eine Fläche von 1868 Quadratkilometern, wovon 61 Quadratkilometer Wasserfläche sind. Es grenzt im Uhrzeigersinn an folgende Countys: Essex County, Caledonia County, Lamoille County, Franklin County, Brome-Missisquoi (Kanada), Memphrémagog (Kanada) und Coaticook (Kanada).

## Geschichte
Orleans County wurde am 5. November 1792 aus Teilen von Chittenden County und Orange County gebildet.

## Demografische Daten
Nach der Volkszählung im Jahr 2000 lebten im County 26.277 Menschen. Es gab 10.446 Haushalte und 7.155 Familien. Die Bevölkerungsdichte betrug 15 Einwohner pro Quadratkilometer. Ethnisch betrachtet setzte sich die Bevölkerung zusammen aus 97,16 % Weißen, 0,37 % Afroamerikanern, 0,65 % amerikanischen Ureinwohnern, 0,30 % Asiaten, 0,02 % Bewohnern aus dem pazifischen Inselraum und 0,13 % Prozent aus anderen ethnischen Gruppen; 1,37 % stammten von zwei oder mehr ethnischen Gruppen ab. 0,72 % der Bevölkerung waren spanischer oder lateinamerikanischer Abstammung.
Von den 10.446 Haushalten hatten 32,10 % Kinder und Jugendliche unter 18 Jahre, die bei ihnen lebten. 54,40 % waren verheiratete, zusammenlebende Paare, 9,60 % waren allein erziehende Mütter. 31,50 % waren keine Familien. 25,20 % waren Singlehaushalte und in 10,90 % lebten Menschen im Alter von 65 Jahren oder darüber. Die Durchschnittshaushaltsgröße betrug 2,45 und die durchschnittliche Familiengröße lag bei 2,91 Personen.

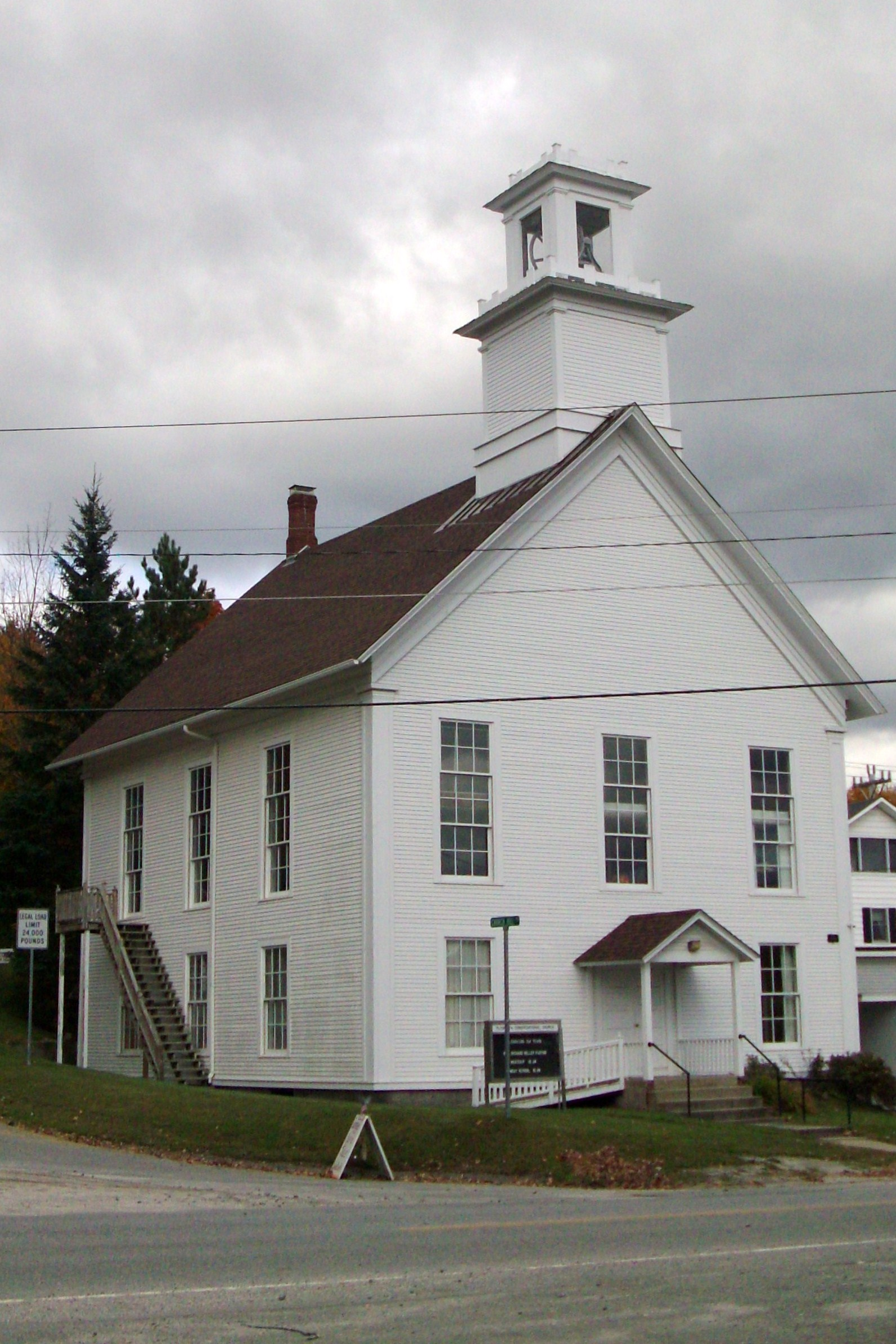
Die Plymouth Congregational Church an der Vermont State Route 105

Auf das gesamte County bezogen setzte sich die Bevölkerung zusammen aus 25,10 % Einwohnern unter 18 Jahren, 7,10 % zwischen 18 und 24 Jahren, 26,80 % zwischen 25 und 44 Jahren, 25,90 % zwischen 45 und 64 Jahren und 15,00 % waren 65 Jahre alt oder darüber. Das Durchschnittsalter betrug 39 Jahre. Auf 100 weibliche Personen kamen 98,60 männliche Personen, auf 100 Frauen im Alter ab 18 Jahren kamen statistisch 95,10 Männer.
Das jährliche Durchschnittseinkommen eines Haushalts betrug 31.084 USD, das Durchschnittseinkommen der Familien betrug 36.630 USD. Männer hatten ein Durchschnittseinkommen von 27.964 USD, Frauen 20.779 USD. Das Prokopfeinkommen betrug 16.518 USD. 14,10 % der Bevölkerung und 10,60 % der Familien lebten unterhalb der Armutsgrenze. 17,90 % davon waren unter 18 Jahre und 10,90 % waren 65 Jahre oder älter.

## Städte und Gemeinden
Neben den unten aufgeführten 18 selbständigen towns und einer city gibt es im Orleans County folgende mit eigenständigen Rechten versehene Villages, die von den jeweils übergeordneten Towns mitverwaltet werden: Albany, Barton, Derby Center, Derby Line, North Troy und Orleans. Zudem gibt es für statistische Zwecke die Census-designated places: Glover, Greensboro, Greensboro Bend, Irasburg, Lowell, Newport und Troy sowie die Unincorporated Village Beebe Plain, Craftsbury Common, East Charleston und West Charleston.
| Ortschaft    | Status | Einwohner (2020) | Gesamte Fläche [km²] | Landfläche [km²] | Bevölkerungsdichte [Einwohner / km²] | Gründung      | Besonderheit |
| ------------ | ------ | ---------------- | -------------------- | ---------------- | ------------------------------------ | ------------- | ------------ |
| Albany       | town   | 976              | 100,2                | 99,7             | 9,8                                  | 26. Juni 1782 |              |
| Barton       | town   | 2.872            | 116,3                | 113,1            | 25,4                                 | 20. Okt. 1789 |              |
| Brownington  | town   | 1042             | 73,6                 | 73,3             | 14,2                                 | 2. Okt. 1790  |              |
| Charleston   | town   | 1.021            | 100,0                | 97,1             | 10,5                                 | 10. Nov. 1780 |              |
| Coventry     | town   | 1.100            | 71,7                 | 71,1             | 15,5                                 | 4. Nov. 1780  |              |
| Craftsbury   | town   | 1.343            | 102,9                | 101,7            | 13,2                                 | 23. Aug. 1781 |              |
| Derby        | town   | 4.579            | 149,2                | 128,6            | 35,6                                 | 29. Okt. 1779 |              |
| Glover       | town   | 1.114            | 100,0                | 98,1             | 11,4                                 | 20. Nov. 1783 |              |
| Greensboro   | town   | 811              | 102,0                | 97,8             | 8,3                                  | 20. Aug. 1781 |              |
| Holland      | town   | 632              | 99,0                 | 97,4             | 6,5                                  | 26. Okt. 1779 |              |
| Irasburg     | town   | 1.233            | 105,1                | 105,0            | 11,7                                 | 23. Feb. 1781 |              |
| Jay          | town   | 551              | 88,0                 | 87,9             | 6,3                                  | 7. Nov. 1792  |              |
| Lowell       | town   | 887              | 145,2                | 145,1            | 6,1                                  | 7. Feb. 1791  |              |
| Morgan       | town   | 638              | 87,7                 | 81,0             | 7,9                                  | 6. Nov. 1780  |              |
| Newport City | city   | 4.455            | 19,7                 | 15,6             | 230                                  | 5. März 1918  | County Seat  |
| Newport      | town   | 1.526            | 112,6                | 108,0            | 14,0                                 | 30. Okt. 1802 |              |
| Troy         | town   | 1.722            | 93,4                 | 93,4             | 18,4                                 | 28. Okt. 1801 |              |
| Westfield    | town   | 534              | 104,1                | 104,0            | 5,1                                  | 15. Mai 1780  |              |
| Westmore     | town   | 357              | 97,0                 | 89,4             | 4,0                                  | 17. Aug. 1781 |              |